# Раїм
Раї́м (каз. Раиым) — село у складі Аральського району Кизилординської області Казахстану. Адміністративний центр Жетес-бійського сільського округу.
Населення — 375 осіб (2021; 306 у 2009, 292 у 1999, 347 у 1989).

## Історія

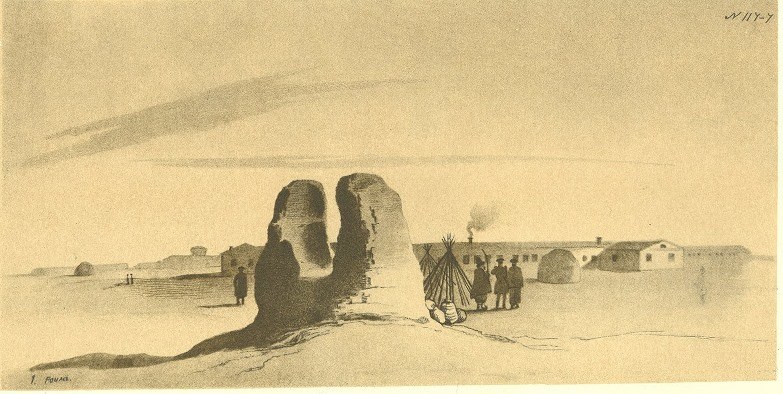
Укріплення Раїм. Внутрішній вигляд (1848)

Раїм засновано як укріплення на річці Сирдар'ї 1847 року, ліквідовано 1854 року.
Шевченко побував у Раїмі тричі. Перший раз, коли прибув сюди у складі Аральської описової експедиції 19 червня 1848 року і залишався в укріпленні до 25 липня, поки закінчилась підготовка шхун до плавання по Аральському морю. Другий раз Шевченко жив у Раїмі з кінця січня до квітня 1849 року. Останній раз Шевченко перебував в укріпленні після закінчення робіт по вивченню Аральського моря з кінця вересня по 10 жовтня 1849 року, коли разом з Олексієм Бутаковим та іншими учасниками експедиції вирушив до Оренбурга. За час перебування в Раїмі Шевченко виконав низку малюнків, на яких зобразив це укріплення з різних точок, а також кілька жанрових замальовок, портретів і карикатур. Про укріплення Раїм Шевченко розповідає в повісті «Близнецы»:
|  | «Подъезжая к самому укреплению, открывается зеленая широкая полоса камыша, и кой-где из темной зелени выглядывает серебристая Сыр-Дарья… Между двумя широкими озерами высовывается высокий мыс, на котором построено укрепление, называется Раим, от абы, воздвигнутой здесь сто лет над прахом батыря Раима…» |

Згадки про Раїм є в Шевченкових листах до Андрія Лизогуба (1 лютого і 9 травня 1848 року) та в «Щоденнику». У Раїмському укріпленні Шевченко написав вірш «У Бога за дверима лежала сокира» та інші.
Художні роботи, зроблені Шевченком у Раїмі:
- «Укріплення Раїм. Вид з верфі на Сирдар'ї»;
- «Укріплення Раїм. Внутрішній вигляд»;
- «Укріплення Раїм»;
- «Урочище Раїм з заходу»;
- «Спорядження шхун».